# Xanthodactylon
Xanthodactylon is een geslacht van korstmossen behorend tot de familie Teloschistaceae. 

## Geslachten
Volgens Index Fungorum telt het geslacht twee soorten (peildatum december 2023):
| Soortnaam                 | Auteur(s)               | Publicatiejaar |
| ------------------------- | ----------------------- | -------------- |
| Xanthodactylon perforatum | P.A. Duvign.            | 1941           |
| Xanthodactylon wirthii    | S.Y. Kondr. & Kärnefelt | 2008           |